# Brianzolo
 'Brianzolo' es un cultivar de higuera de tipo higo común Ficus carica unífera es decir de una sola cosecha al año los higos en verano-otoño, de higos epidermis de color de fondo verdoso con sobre color ausente. Se cultiva principalmente en huertos y jardines de la zona italiana de la Lombardía (Brianza y Milán).

## Sinonimia
- „Briansolo“,[4][5]
- „Passet“,
- „Passin“,
- „Passo“,
- „Sciatel“,

## Historia
La primera mención de esta variedad se debe a Giorgio Gallesio, quien en 1817 la describe y la representa en el volumen de su trabajo Pomona Italiana.

El higo Brianzolo es el higo privilegiado de los milaneses, y es uno de los mejores higos de Lombardía. Es pequeño, cucurbiforme, tiene piel verde verde y pulpa del color del vino: madura en el mes de septiembre y se marchita en la planta, circunstancia que lo hizo dar en muchos lugares el nombre de Passin o Passet. Cuando está maduro, es suave y sabroso, y es delicioso incluso para las personas nacidas en el sur. Brianza está llena de estos higos, y la ciudad de Milán también los proporciona, donde se encuentran en gran abundancia ... ... ... Algunos lo hacen seco al sol, y lo conservan para el invierno como se hace en el sur, y son muy buenos, pero el clima milanés es demasiado suave para dar importancia a esta especulación.
“Il Fico Brianzolo è il fico privilegiato del Milanese, ed è uno dei migliori fra i fichi Lombardi. E’ picciolo, cucurbiforme, ha buccia verde  e polpa del color del vino: matura nel mese di Settembre  e appassisce sulla pianta, circostanza che gli ha fatto dare in molti luoghi il nome di Passin o Passet. Quando è ben maturo è morbido e saporito, e si trova delizioso anche dalle persone nate nei paesi del mezzogiorno. La Brianza è piena di questi fichi, e ne provvede la città di Milano ove si trova in grande abbondanza ………Alcuni ne fanno seccare al Sole, e li conservano per l’Inverno come si fa nel mezzogiorno, e riescono buonissimi, ma il clima del Milanese è troppo morbido per poter dare una qualche importanza a questa speculazione.”
Giorgio Gallesio, I° volume della sua Pomona Italiana (1817).</ref>

## Características
'Brianzolo' es una higuera del tipo higo común unífera, la higuera es un árbol de porte majestuoso, muy productivo y constante en la madurez de los frutos.
'Brianzolo' produce una sola cosechas de higos de tamaño pequeño. Hojas medianas, mayoritariamente de 3 lóbulos, con el lóbulo central espatulado; márgenes gruesos serrados.
El tamaño de la fruta es de mediana a pequeña, en forma cucurbiforme. Epidermis delgada y dura, de color verde. Pulpa de color rojo vino tinto, y los higos maduran desde mediados de verano a principios de octubre. Es una variedad autofértil que no necesita otras higueras para ser polinizada.
El higo tiene un pedúnculo corto de color verde; ostiolo de tipo medio cerrado, con escamas pequeñas semiadheridas de color rosado, piel dura o gomosa en textura; epidermis con color de fondo verdoso con sobre color de mancha irregular de color púrpura claro verdoso sobre la zona central del higo y en la zona del ostiolo; mesocarpio blanco de grosor fino; pulpa sólida, de color rojo, cavidad interna ausente, con aquenios medianos abundantes; sabor intenso a fresa dulce excelente, bastante jugoso; Buena calidad. Temporada de maduración muy prolongada, hasta primeros de octubre.

## Cultivo y uso
Esta variedad es muy resistente a las heladas es adecuada en las zonas interiores de Italia para desarrollar todo su potencial.
Este higo, que tiende a marchitarse en la planta, es particularmente adecuado para el secado. Antiguamente en la zona de Milán de clima lluvioso, era común perforar las frutas en una rama joven de sauce, que luego se cerraban en anillo y se colgaban de una viga u otro soporte. Otro método consistía en enhebrarlos en una rama de espino o endrino y dejarlos secar en el techo bajo de las casas. De esa manera podrían mantenerlos hasta Navidad.